# Gandi
Gandi SAS är ett franskt företag inom bland annat domänregistrering, webbhotell och molnbaserade tjänster (VPS). Det grundades 1999.
Gandi är en förkortning av Gestion et Attribution des Noms de Domaine sur Internet ("Hantering och allokering av domännamn på Internet"). Huvudkontoret ligger i Paris vid Place de la Nation. 2010 öppnades ett kontor i San Francisco i Kalifornien och en datorhall i Baltimore i Maryland.
Gandi gör inte reklam, utan förlitar sig på mun till mun-metoden. En del av företagets intäkter går att främja projekt inom fri och öppen programvara och kultur. Företaget använder själva öppen källkod och sponsrar Creative Commons med gratis domännamnsregistrering och servertjänster. Företaget stödjer även FluxBB, Gnome, Electronic Frontier Foundation, Terres en Mêlées, Students for Free Culture, Världsnaturfonden, VideoLAN, International Federation for Human Rights, Demotix, Spamhaus, Debian, Jamendo och Dotclear.